# James Tarkowski
James Alan Tarkowski (født 19. november 1992) er en engelsk fodboldspiller, der spiller for Premier League-klubben Everton.

## Klubkarriere

### Oldham Athletic
I maj 2009 sluttede James sig til Oldham Athletic.
Den 15. januar 2011 blev han kaldet op af førsteholdet for første gang imod Plymouth Argyle.
Den 22. januar 2011 debuterede han for førsteholdet i en 2-1 hjemmesejr imod Brentford, hvor han blev skiftet ind i det 80. minut i stedet for Neal Trotman.
Den 12. marts 2011 startede han sin første kamp for klubben i et 1-0 tab til Leyton Orient, hvor han spillede hele kampen.

### Brentford F.C.
Den 31. januar 2014 skiftede James til Brentford.
Den 1. marts 2014 debuterede han for klubben imod Carlisle United. Ti dage senere scorede han sit første mål for klubben i en 2-0 sejr imod Tranmere Rovers.

### Burnley F.C.
Den 1. februar 2016 skiftede James til Burnley.
Den 20. februar 2016 debuterede han for klubben imod Rotherham United.

### Everton F.C.
Den 2. juli 2022 skiftede James til Everton.
Den 6. august 2022 debuterede han for klubben i et 1-0 tab til Chelsea.
Den 4. februar 2023 scorede han sit første mål for klubben i en 1-0 sejr imod Arsenal på Goodison Park.

## Landsholdskarriere
James Tarkowski havde muligheden for at spille for Polen, men besluttede sig for at spille for England i stedet.
Den 27. marts 2018 debuterede han for det engelske landshold i en uafgjort kamp imod Italien på Wembley Stadium.